# Teenage Mutant Ninja Turtles (Fernsehserie)/Episodenliste

Logo zur Serie

Diese Episodenliste enthält alle Episoden der US-amerikanischen CGI-Serie Teenage Mutant Ninja Turtles, sortiert nach der US-amerikanischen Erstausstrahlung. Die Fernsehserie umfasst 5 Staffeln mit 124 Episoden, mehreren Kurzfilmen und 2 Fernsehspecials.

## Übersicht
| Staffel  | Episodenanzahl | Erstausstrahlung USA | Erstausstrahlung USA | Deutschsprachige Erstausstrahlung | Deutschsprachige Erstausstrahlung |
| Staffel  | Episodenanzahl | Staffelpremiere      | Staffelfinale        | Staffelpremiere                   | Staffelfinale                     |
| -------- | -------------- | -------------------- | -------------------- | --------------------------------- | --------------------------------- |
| 1        | 26             | 28. September 2012   | 8. August 2013       | 4. November 2012                  | 24. November 2013                 |
| 2        | 26             | 12. Oktober 2013     | 26. September 2014   | 9. März 2014                      | 2. November 2014                  |
| 3        | 26             | 3. Oktober 2014      | 27. September 2015   | 14. März 2015                     | 12. Dezember 2015                 |
| 4        | 26             | 25. Oktober 2015     | 26. Februar 2017     | 9. April 2016                     | 4. März 2017                      |
| 5        | 20             | 19. März 2017        | 12. November 2017    | 4. August 2017                    | 31. März 2018                     |
| Specials | 2              | 22. November 2015    | 25. November 2015    | 26. März 2016                     | 17. Juli 2016                     |

## Staffel 1
Die Erstausstrahlung der ersten Staffel war vom 28. September 2012 bis zum 8. August 2013 auf dem US-amerikanischen Sender Nickelodeon zu sehen.
Die deutschsprachige Erstausstrahlung sendete der deutsche Ableger Nickelodeons vom 4. November 2012 bis zum 24. November 2013.
| Nr. (ges.) | Nr. (St.) | Deutscher Titel                                           | Originaltitel                       | Erstausstrahlung USA | Deutschsprachige Erstausstrahlung (D) | Regie                                  | Drehbuch                         | Prod. Code |
| ---------- | --------- | --------------------------------------------------------- | ----------------------------------- | -------------------- | ------------------------------------- | -------------------------------------- | -------------------------------- | ---------- |
| 1          | 1         | Der Aufstieg der Turtles – Teil 1                         | Rise of the Turtles, Part 1         | 28. Sep. 2012        | 4. Nov. 2012                          | Michael Chang                          | Joshua Sternin & J.R. Ventimilia | 101        |
| 2          | 2         | Der Aufstieg der Turtles – Teil 2                         | Rise of the Turtles, Part 2         | 29. Sep. 2012        | 4. Nov. 2012                          | Alan Wan                               | Joshua Sternin & J.R. Ventimilia | 102        |
| 3          | 3         | Ein Turtle in Rage                                        | Turtle Temper                       | 6. Okt. 2012         | 11. Nov. 2012                         | Alan Wan                               | Jeremy Shipp                     | 103        |
| 4          | 4         | Neue Freunde, Alte Feinde                                 | New Friend, Old Enemy               | 13. Okt. 2012        | 18. Nov. 2012                         | Juan Meza-Leon                         | Joshua Hamilton                  | 104        |
| 5          | 5         | Ich glaub, der Typ heißt Baxter Stockman                  | I Think His Name is Baxter Stockman | 20. Okt. 2012        | 25. Nov. 2012                         | Michael Chang & Ciro Nieli             | Joshua Sternin & J.R. Ventimilia | 105        |
| 6          | 6         | Metalhead                                                 | Metalhead                           | 27. Okt. 2012        | 2. Dez. 2012                          | Juan Meza-Leon                         | Tom Alvarado                     | 106        |
| 7          | 7         | Ein echter Menschenaffe                                   | Monkey Brains                       | 3. Nov. 2012         | 9. Dez. 2012                          | Alan Wan                               | Russ Carney & Ron Corcillo       | 107        |
| 8          | 8         | Gnadenlos clever gegen Xever (Alternativtitel) Sag es nie | Never Say Xever                     | 10. Nov. 2012        | 16. Dez. 2012                         | Michael Chang                          | Kenny Byerly                     | 108        |
| 9          | 9         | Die Herausforderung                                       | The Gauntlet                        | 17. Nov. 2012        | 17. März 2013                         | Juan Meza-Leon                         | Joshua Sternin & J.R. Ventimilia | 109        |
| 10         | 10        | Panik in der Kanalisation                                 | Panic in the Sewers                 | 24. Nov. 2012        | 24. März 2013                         | Alan Wan                               | Jeremy Shipp                     | 110        |
| 11         | 11        | Mouser-Attacke                                            | Mousers Attack!                     | 8. Dez. 2012         | 31. März 2013                         | Michael Chang                          | Kenny Byerly                     | 111        |
| 12         | 12        | Das Ding aus der Tiefe                                    | It Came From the Depths             | 15. Dez. 2012        | 7. Apr. 2013                          | Juan Meza-Leon                         | Russ Carney & Ron Corcillo       | 112        |
| 13         | 13        | Der Rattenkönig                                           | I, Monster                          | 25. Jan. 2013        | 21. Apr. 2013                         | Michael Chang                          | Jase Ricci                       | 114        |
| 14         | 14        | Ein neues Mädchen ist in der Stadt                        | New Girl in Town                    | 1. Feb. 2013         | 14. Apr. 2013                         | Alan Wan                               | Jeremy Shipp                     | 113        |
| 15         | 15        | Das geheime Alienprojekt                                  | The Alien Agenda                    | 8. Feb. 2013         | 28. Apr. 2013                         | Juan Jose Meza-Leon                    | Kenny Byerly                     | 115        |
| 16         | 16        | Der Pulverizer                                            | The Pulverizer                      | 15. Feb. 2013        | 5. Mai 2013                           | Alan Wan                               | Russ Carney & Ron Corcillo       | 116        |
| 17         | 17        | TCRI                                                      | TCRI                                | 1. März 2013         | 30. Juni 2013                         | Michael Chang                          | Joshua Sternin & J.R. Ventimilia | 117        |
| 18         | 18        | Der Kakerlaken-Terminator                                 | Cockroach Terminator                | 15. März 2013        | 7. Juli 2013                          | Juan Jose Meza-Leon                    | Jeremy Shipp                     | 118        |
| 19         | 19        | Baxters Rache                                             | Baxter’s Gambit                     | 5. Apr. 2013         | 14. Juli 2013                         | Alan Wan                               | Jase Ricci                       | 119        |
| 20         | 20        | Der Feind meines Feindes                                  | Enemy of My Enemy                   | 12. Apr. 2013        | 21. Juli 2013                         | Michael Chang                          | Kenny Byerly                     | 120        |
| 21         | 21        | Karai’s Rache                                             | Karai’s Vendetta                    | 27. Apr. 2013        | 28. Juli 2013                         | Juan Jose Meza-Leon & Sebastian Montes | Russ Carney & Ron Corcillo       | 121        |
| 22         | 22        | Der Pulverizer kehrt zurück!                              | Pulverizer Returns!                 | 11. Mai 2013         | 4. Aug. 2013                          | Alan Wan                               | Jeremy Shipp                     | 122        |
| 23         | 23        | Parasitenalarm                                            | Parasitica                          | 20. Juli 2013        | 3. Nov. 2013                          | Michael Chang                          | Pete Goldfinger                  | 123        |
| 24         | 24        | Operation Ausbruch                                        | Operation: Break Out                | 27. Juli 2013        | 10. Nov. 2013                         | Michael Chang                          | Jase Ricci                       | 124        |
| 25         | 25        | Showdown – Teil 1                                         | Showdown, Part 1                    | 8. Aug. 2013         | 17. Nov. 2013                         | Juan Jose Meza-Leon & Sebastian Montes | Joshua Sternin & J.R. Ventimilia | 125        |
| 26         | 26        | Showdown – Teil 2                                         | Showdown, Part 2                    | 8. Aug. 2013         | 24. Nov. 2013                         | Alan Wan                               | Joshua Sternin & J.R. Ventimilia | 126        |

## Staffel 2
Die Erstausstrahlung der zweiten Staffel ist seit dem 12. Oktober 2013 auf dem US-amerikanischen Sender Nickelodeon zu sehen.
Die deutschsprachige Erstausstrahlung sendete der deutsche Ableger Nickelodeons vom 9. März bis zum 2. November 2014.
| Nr. (ges.) | Nr. (St.) | Deutscher Titel                             | Originaltitel                          | Erstausstrahlung USA | Deutschsprachige Erstausstrahlung (D) | Regie                         | Drehbuch                  | Prod. Code |
| ---------- | --------- | ------------------------------------------- | -------------------------------------- | -------------------- | ------------------------------------- | ----------------------------- | ------------------------- | ---------- |
| 27         | 1         | Mutantenproblem                             | The Mutation Situation                 | 12. Okt. 2013        | 9. März 2014                          | Sebastian Montes & Ciro Nieli | Brandon Auman             | 201        |
| 28         | 2         | Die Eichhörnchen-Invasion                   | Invasion of the Squirrelanoids         | 19. Okt. 2013        | 23. März 2014                         | Michael Chang                 | Todd Garfield             | 203        |
| 29         | 3         | Folgt dem Anführer                          | Follow the Leader                      | 2. Nov. 2013         | 16. März 2014                         | Alan Wan                      | Eugene Son                | 202        |
| 30         | 4         | Der Mutagen-Mann ist los                    | Mutagen Man Unleashed                  | 9. Nov. 2013         | 30. März 2014                         | Sebastian Montes              | Kevin Burke & Chris Wyatt | 204        |
| 31         | 5         | Kröten-Akne                                 | Mikey Gets Shellacne                   | 16. Nov. 2013        | 6. Apr. 2014                          | Alan Wan                      | Thomas Krajewski          | 205        |
| 32         | 6         | Zielobjekt: April O’Neil                    | Target: April O’Neil                   | 23. Nov. 2013        | 13. Apr. 2014                         | Michael Chang                 | Nicole Dubuc              | 206        |
| 33         | 7         | Slash, der Zerstörer                        | Slash and Destroy                      | 30. Nov. 2013        | 20. Apr. 2014                         | Sebastian Montes              | Gavin Hignight            | 207        |
| 34         | 8         | Die Guten, die Bösen und Casey Jones        | The Good, the Bad and Casey Jones      | 2. Feb. 2014         | 4. Mai 2014                           | Michael Chang                 | Johnny Hartmann           | 209        |
| 35         | 9         | Die Kraang Verschwörung                     | The Kraang Conspiracy                  | 9. Feb. 2014         | 27. Apr. 2014                         | Alan Wan                      | Brandon Auman             | 208        |
| 36         | 10        | Pilzköpfe                                   | Fungus Humungous                       | 16. Feb. 2014        | 11. Mai 2014                          | Sebastian Montes              | Mark Henry                | 210        |
| 37         | 11        | Metalhead unter Verdacht                    | Metalhead Rewired                      | 23. Feb. 2014        | 18. Mai 2014                          | Alan Wan                      | Peter Di Cicco            | 211        |
| 38         | 12        | Von Ratten und Menschen                     | Of Rats and Men                        | 2. März 2014         | 25. Mai 2014                          | Sebastian Montes              | Todd Garfield             | 212        |
| 39         | 13        | Wurmattacke! – Teil 1                       | Wormquake, Part 1                      | 14. März 2014        | 1. Juni 2014                          | Michael Chang                 | Brandon Auman             | 997/213    |
| 40         | 14        | Wurmattacke! – Teil 2                       | Wormquake, Part 2                      | 14. März 2014        | 1. Juni 2014                          | Alan Wan                      | John Shirley              | 997/214    |
| 41         | 15        | Labyrinth der Mutanten                      | Mazes & Mutants                        | 27. Apr. 2014        | 24. Aug. 2014                         | Michael Chang                 | Eugene Son                | 215        |
| 42         | 16        | Die einsame Verwandlung des Baxter Stockman | The Lonely Mutation of Baxter Stockman | 4. Mai 2014          | 31. Aug. 2014                         | Sebastian Montes              | Brandon Auman             | 216        |
| 43         | 17        | Der Molchinator                             | Newtralized!                           | 11. Mai 2014         | 7. Sep. 2014                          | Alan Wan                      | Gavin Hignight            | 217        |
| 44         | 18        | Pizzaface                                   | Pizza Face                             | 18. Mai 2014         | 14. Sep. 2014                         | Sebastian Montes              | Kevin Burke & Chris Wyatt | 219        |
| 45         | 19        | Tiger Claws Rache                           | The Wrath of Tiger Claw                | 8. Juni 2014         | 21. Sep. 2014                         | Michael Chang                 | Christopher Yost          | 218        |
| 46         | 20        | Der legendäre Kuro Kabuto                   | The Legend of the Kuro Kabuto          | 15. Juni 2014        | 28. Sep. 2014                         | Alan Wan                      | Doug Langdale             | 220        |
| 47         | 21        | Plan 10                                     | Plan 10                                | 22. Juni 2014        | 5. Okt. 2014                          | Michael Chang                 | Henry Gilroy              | 221        |
| 48         | 22        | Die Rache ist mein                          | Vengeance is Mine                      | 29. Juni 2014        | 12. Okt. 2014                         | Sebastian Montes              | Peter Di Cicco            | 222        |
| 49         | 23        | Der Geist von Chinatown                     | A Chinatown Ghost Story                | 12. Sep. 2014        | 19. Okt. 2014                         | Alan Wan                      | Randolph Heard            | 223        |
| 50         | 24        | Auf in die Dimension X!                     | Into Dimension X!                      | 19. Sep. 2014        | 26. Okt. 2014                         | Sebastian Montes              | Doug Langdale             | 224        |
| 51         | 25        | Die Invasion, Teil 1                        | The Invasion: Part 1                   | 26. Sep. 2014        | 2. Nov. 2014                          | Michael Chang                 | Brandon Auman             | 225        |
| 52         | 26        | Die Invasion, Teil 2                        | The Invasion: Part 2                   | 26. Sep. 2014        | 2. Nov. 2014                          | Alan Wan                      | John Shirley              | 226        |

## Staffel 3
Am 26. Februar 2013 verlängerte Nickelodeon die Serie um eine dritte Staffel bestehend aus 26 Folgen.
Die deutschsprachige Erstausstrahlung sendete der deutsche Ableger Nickelodeons vom 14. März 2015 bis zum 12. Dezember 2015.
| Nr. (ges.) | Nr. (St.) | Deutscher Titel                  | Originaltitel                 | Erstausstrahlung USA | Deutschsprachige Erstausstrahlung (D) | Regie            | Drehbuch                        | Prod. Code |
| ---------- | --------- | -------------------------------- | ----------------------------- | -------------------- | ------------------------------------- | ---------------- | ------------------------------- | ---------- |
| 53         | 1         | Tief im Wald                     | Within the Woods              | 3. Okt. 2014         | 14. März 2015                         | Sebastian Montes | Brandon Auman                   | 301        |
| 54         | 2         | Der Bigfoot-Jäger                | A Foot Too Big                | 10. Okt. 2014        | 21. März 2015                         | Michael Chang    | Doug Langdale                   | 302        |
| 55         | 3         | Verborgene Geheimnisse           | Buried Secrets                | 17. Okt. 2014        | 28. März 2015                         | Alan Wan         | Mark Henry                      | 303        |
| 56         | 4         | Das große Quaken                 | The Croaking                  | 7. Nov. 2014         | 4. Apr. 2015                          | Michael Chang    | Kevin Burke & Chris Wyatt       | 304        |
| 57         | 5         | Alles nur geträumt…              | In Dreams                     | 14. Nov. 2014        | 11. Apr. 2015                         | Sebastian Montes | Doug Langdale                   | 305        |
| 58         | 6         | Ein teuflisches Rennen           | Race With the Demon!          | 21. Nov. 2014        | 18. Apr. 2015                         | Alan Wan         | Gavin Hignight                  | 306        |
| 59         | 7         | Die Augen der Chimäre            | Eyes of the Chimera           | 11. Jan. 2015        | 25. Apr. 2015                         | Michael Chang    | Greg Weisman                    | 307        |
| 60         | 8         | Die Reise ins Ich                | Vision Quest                  | 18. Jan. 2015        | 2. Mai 2015                           | Sebastian Montes | Todd Casey                      | 308        |
| 61         | 9         | Rückkehr nach New York           | Return to New York            | 25. Jan. 2015        | 9. Mai 2015                           | Alan Wan         | Brandon Auman                   | 309        |
| 62         | 10        | Schlangenjagd                    | Serpent Hunt                  | 1. Feb. 2015         | 16. Mai 2015                          | Michael Chung    | Randolph Heard                  | 310        |
| 63         | 11        | Das Schwein und das Nashorn      | The Pig and the Rhino         | 8. März 2015         | 23. Mai 2015                          | Alan Wan         | Brandon Auman                   | 311        |
| 64         | 12        | Schlacht um New York, Teil 1     | Battle for New York, Part 1   | 15. März 2015        | 30. Mai 2015                          | Michael Chung    | Brandon Auman                   | 312        |
| 65         | 13        | Schlacht um New York, Teil 2     | Battle for New York, Part 2   | 15. März 2015        | 30. Mai 2015                          | Sebastian Montes | Mark Henry                      | 313        |
| 66         | 14        | Casey Jones gegen die Unterwelt  | Casey Jones vs the Underworld | 22. März 2015        | 26. Sep. 2015                         | Sebastian Montes | Andrew Robinson                 | 314        |
| 67         | 15        | Der Giftstoff-Rächer             | The Noxious Avenger           | 26. Apr. 2015        | 3. Okt. 2015                          | Alan Wan         | Todd Casey                      | 315        |
| 68         | 16        | Kampf der Mutanimals             | Clash of the Mutanimals       | 3. Mai 2015          | 10. Okt. 2015                         | Michael Chang    | Henry Gilroy                    | 316        |
| 69         | 17        | Mondo Gecko                      | Meet Mondo Gecko              | 10. Mai 2015         | 17. Okt. 2015                         | Sebastian Montes | Kevin Burke & Chris „Doc“ Wyatt | 317        |
| 70         | 18        | Das Gift der Schlange            | The Deadly Venom              | 17. Mai 2015         | 24. Okt. 2015                         | Alan Wan         | Eugene Son                      | 318        |
| 71         | 19        | Durch Zeit und Raum              | Turtels in Time               | 2. Aug. 2015         | 31. Okt. 2015                         | Michael Chang    | Randolph Heard                  | 319        |
| 72         | 20        | Die Legende von den Yokai        | Tale of the Yokai             | 9. Aug. 2015         | 7. Nov. 2015                          | Sebastian Montes | Brandon Auman                   | 320        |
| 73         | 21        | Angriff des Mega-Shredder        | Attack of the Mega Shredder!  | 16. Aug. 2015        | 14. Nov. 2015                         | Alan Wan         | Gavin Hignight                  | 321        |
| 74         | 22        | Die Rückkehr des Creep           | The Creeping Doom             | 23. Aug. 2015        | 21. Nov. 2015                         | Michael Chang    | Peter Di Cicco                  | 322        |
| 75         | 23        | Gefährliche Fallen               | The Fourfold Trap             | 13. Sep. 2015        | 28. Nov. 2015                         | Sebastian Montes | Mark Henry                      | 323        |
| 76         | 24        | Ein Dino kommt selten allein…    | Dinosaur Seen in Sewers!      | 20. Sep. 2015        | 29. Nov. 2015                         | Michael Chang    | Todd Casey                      | 324        |
| 77         | 25        | Die Vernichtung der Welt! Teil 1 | Annihilation: Earth! Part 1   | 27. Sep. 2015        | 12. Dez. 2015                         | Sebastian Montes | Brandon Auman                   | 325        |
| 78         | 26        | Die Vernichtung der Welt! Teil 2 | Annihilation: Earth! Part 2   | 27. Sep. 2015        | 12. Dez. 2015                         | Alan Wan         | Brandon Auman                   | 326        |

## Staffel 4
Am 17. Juni 2014 wurde bekannt, dass Nickelodeon die Serie um eine 26-teilige vierte Staffel verlängerte.
Die deutschsprachige Erstausstrahlung sendete der deutsche Ableger Nickelodeons vom 9. April 2016 bis 4. März 2017.
| Nr. (ges.) | Nr. (St.) | Deutscher Titel                               | Originaltitel                         | Erstausstrahlung USA | Deutschsprachige Erstausstrahlung (D) | Regie                     | Drehbuch                        | Prod. Code |
| ---------- | --------- | --------------------------------------------- | ------------------------------------- | -------------------- | ------------------------------------- | ------------------------- | ------------------------------- | ---------- |
| 79         | 1         | Fremde Welten                                 | Beyond the Known Universe             | 25. Okt. 2015        | 9. Apr. 2016                          | Alan Wan                  | Brandon Auman                   | 401        |
| 80         | 2         | Die Monde von Thalos 3                        | The Moons of Thalos 3                 | 1. Nov. 2015         | 16. Apr. 2016                         | Michael Chang             | John Shirley                    | 402        |
| 81         | 3         | Die verrückte Welt von Wyrm                   | The Weird World Of Wyrm               | 8. Nov. 2015         | 23. Apr. 2016                         | Sebastian Montes          | Randolph Heard                  | 403        |
| 82         | 4         | Der Kopfgeldjäger                             | The Outlaw Armaggon!                  | 15. Nov. 2015        | 30. Apr. 2016                         | Alan Wan                  | Gavin Hignight                  | 404        |
| 83         | 5         | Das Rätsel der Aeonen-Dämonen                 | Riddle of the Ancient Aeons           | 10. Jan. 2016        | 7. Mai 2016                           | Michael Chang             | Brandon Auman                   | 405        |
| 84         | 6         | Die Reise zum Mittelpunkt von Mikeys Verstand | Journey to the Center of Mikey’s Mind | 17. Jan. 2016        | 14. Mai 2016                          | Sebastian Montes          | Todd Casey                      | 406        |
| 85         | 7         | In der Gladiatoren-Arena                      | The Arena of Carnage                  | 24. Jan. 2016        | 21. Mai 2016                          | Alan Wan                  | Peter Di Cicco                  | 407        |
| 86         | 8         | Die Schlacht um Dimension X                   | The War for Dimension X               | 31. Jan. 2016        | 28. Mai 2016                          | Michael Chang             | Kevin Burke & Chris „Doc“ Wyatt | 408        |
| 87         | 9         | Der kosmische Ozean                           | The Cosmic Ocean                      | 13. März 2016        | 4. Juni 2016                          | Sebastion Montes          | Mark Henry                      | 409        |
| 88         | 10        | Zwischen den Dimensionen                      | Trans-Dimensional Turtles             | 27. März 2016        | 11. Juni 2016                         | Alan Wan                  | Brandon Auman                   | 410        |
| 89         | 11        | Die Rache der Triceraton                      | Revenge of the Triceratons            | 3. Apr. 2016         | 8. Okt. 2016                          | Michael Chang & Ben Jones | Randolph Heard                  | 411        |
| 90         | 12        | Insektenalarm!                                | The Evil of Dregg                     | 10. Apr. 2016        | 15. Okt. 2016                         | Sebastian Montes          | Gavin Hignight                  | 412        |
| 91         | 13        | Die Feuer-Bestie                              | The Ever-Burning Fire                 | 17. Apr. 2016        | 22. Okt. 2016                         | Alan Wan                  | John Shirley & Brandon Auman    | 413        |
| 92         | 14        | Das letzte Gefecht                            | Earth's Last Stand                    | 24. Apr. 2016        | 29. Okt. 2016                         | Michael Chang & Ben Jones | Brandon Auman                   | 414        |
| 93         | 15        | Krieg der Unterwelten                         | City at War                           | 14. Aug. 2016        | 5. Nov. 2016                          | Sebastian Montes          | Brandon Auman                   | 415        |
| 94         | 16        | Die Racheengel                                | Broken Foot                           | 21. Aug. 2016        | 12. Nov. 2016                         | Alan Wan                  | Peter Di Cicco                  | 416        |
| 95         | 17        | Insektenangriff                               | The Insecta Trifecta                  | 28. Aug. 2016        | 19. Nov. 2016                         | Michael Chang & Ben Jones | Kevin Burke & Chris „Doc“ Wyatt | 417        |
| 96         | 18        | Mutantenjagd                                  | Mutant Gangland                       | 4. Sep. 2016         | 26. Nov. 2016                         | Sebastian Montes          | Todd Casey                      | 418        |
| 97         | 19        | Superhelden auf Abwegen                       | Bat in the Belfry                     | 11. Sep. 2016        | 3. Dez. 2016                          | Alan Wan                  | Eugene Son                      | 419        |
| 98         | 20        | Der Super-Shredder                            | The Super Shredder                    | 6. Nov. 2016         | 28. Jan. 2017                         | Rie Koga                  | Brandon Auman                   | 420        |
| 99         | 21        | Schrecken der Finsternis                      | Darkest Plight                        | 13. Nov. 2016        | 28. Jan. 2017                         | Sebastian Montes          | Randolph Heard                  | 421        |
| 100        | 22        | Die innere Macht                              | The Power Inside Her                  | 20. Nov. 2016        | 4. Feb. 2017                          | Alan Wan                  | Peter Di Cicco                  | 422        |
| 101        | 23        | Tokka gegen die Erde                          | Tokka vs. the World                   | 5. Feb. 2017         | 11. Feb. 2017                         | Rie Koga                  | Gavin Hignight                  | 423        |
| 102        | 24        | Die Geschichte von Tiger Claw                 | Tale of Tiger Claw                    | 12. Feb. 2017        | 18. Feb. 2017                         | Sebastian Montes          | Mark Henry                      | 424        |
| 103        | 25        | Requiem                                       | Requiem                               | 19. Feb. 2017        | 25. Feb. 2017                         | Alan Wan                  | Brandon Auman                   | 425        |
| 104        | 26        | Owari – Das Ende                              | Owari                                 | 26. Feb. 2017        | 4. März 2017                          | Rie Koga                  | Brandon Auman                   | 426        |

## Staffel 5: Tales of the Teenage Mutant Ninja Turtles
Die Staffel 5 von Teenage Mutant Ninja Turtles hat 20 Episoden. Die 5. Staffel ist die letzte.

In Deutschland lief die 5. Staffel vom 4. August 2017 bis 31. März 2018 bei Nickelodeon im deutschen Sprachraum.
| Nr. (ges.) | Nr. (St.) | Deutscher Titel                   | Originaltitel                                             | Erstausstrahlung USA | Deutschsprachige Erstausstrahlung (D) | Regie            | Drehbuch                               | Prod. Code |
| ---------- | --------- | --------------------------------- | --------------------------------------------------------- | -------------------- | ------------------------------------- | ---------------- | -------------------------------------- | ---------- |
| 105        | 1         | Die Schriftrolle des Dämondrachen | Scroll of the Demodragon                                  | 19. März 2017        | 4. Aug. 2017                          | Sebastian Montes | Randolph Heard                         | 501        |
| 106        | 2         | Der vergessene Schwertkämpfer     | The Forgotten Swordsman                                   | 26. März 2017        | 11. Aug. 2017                         | Alan Wan         | Peter Di Cicco                         | 502        |
| 107        | 3         | Das Herz des Bösen                | Heart of Evil                                             | 2. Apr. 2017         | 18. Aug. 2017                         | Rie Koga         | Gavin Hignight                         | 503        |
| 108        | 4         | Endzeitstimmung                   | End Times                                                 | 9. Apr. 2017         | 25. Aug. 2017                         | Sebastian Montes | Brandon Auman                          | 504        |
| 109        | 5         | Kampf der Welten – Teil 1         | When Worlds Collide, Part 1                               | 18. Juni 2017        | 10. Nov. 2017                         | Sebastian Montes | Todd Casey, Elliott Casey & Eugene Son | 510        |
| 110        | 6         | Kampf der Welten – Teil 2         | When Worlds Collide, Part 2                               | 18. Juni 2017        | 17. Nov. 2017                         | Alan Wan         | Todd Casey, Elliott Casey & Eugene Son | 511        |
| 111        | 7         | Der Leibwächter                   | Yojimbo                                                   | 23. Juli 2017        | 1. Dez. 2017                          | Rie Koga         | Stan Sakai                             | 515        |
| 112        | 8         | Der verwunschene Wald             | Osoroshi no Tabi                                          | 30. Juli 2017        | 8. Dez. 2017                          | Sebastian Montes | Brandon Auman                          | 516        |
| 113        | 9         | Der Tempelpalast                  | Kagayake! Kintaro                                         | 6. Aug. 2017         | 15. Dez. 2017                         | Alan Wan         | Henry Gilroy                           | 517        |
| 114        | 10        | Es war einmal…                    | Lone Rat and Cubs                                         | 13. Aug. 2017        | 24. Nov. 2017                         | Alan Wan         | Kevin Eastman                          | 505        |
| 115        | 11        | Die Wüsten-Krieger                | Raphael: Mutant Apocalypse, Part 1: The Wasteland Warrior | 22. Sept. 2017       | 17. März 2018                         | Rie Koga         | Brandon Auman                          | 518        |
| 116        | 12        | Das unmögliche Ödland             | Raphael: Mutant Apocalypse, Part 2: The Impossible Desert | 22. Sept. 2017       | 24. März 2018                         | Sebastian Montes | Peter Di Cicco                         | 519        |
| 117        | 13        | Karmageddon                       | Raphael: Mutant Apocalypse, Part 3: Carmageddon!          | 22. Sept. 2017       | 31. März 2018                         | Alan Wan         | Gavin Hignight                         | 520        |
| 118        | 14        | Der Fluch des Savanti Romero      | The Curse of Savanti Romero                               | 27. Sept. 2017       | 3. Nov. 2017                          | Rie Koga         | Peter Di Cicco                         | 506        |
| 119        | 15        | Die Gruft von Graf Dracula        | The Crypt of Dracula                                      | 27. Sept. 2017       | 10. Nov. 2017                         | Sebastian Montes | John Shirley                           | 507        |
| 120        | 16        | Das Frankenstein-Experiment       | The Frankenstein Experiment                               | 4. Okt. 2017         | 17. Nov. 2017                         | Alan Wan         | Brandon Auman                          | 508        |
| 121        | 17        | Die Monster-Armee                 | Monsters Among Us                                         | 11. Okt. 2017        | 24. Nov. 2017                         | Rie Koga         | Kevin Burke & Chris Wyatt              | 509        |
| 122        | 18        | Gesucht: Bebop & Rocksteady       | Wanted: Bebop & Rocksteady                                | 12. Nov. 2017        | 24. Feb. 2018                         | Rie Koga         | Peter Di Cicco                         | 512        |
| 123        | 19        | Die Rückkehr der Foot             | The Foot Walks Again!                                     | 12. Nov. 2017        | 3. März 2018                          | Sebastian Montes | Mark Henry                             | 513        |
| 124        | 20        | Der große Knall                   | The Big Blowout                                           | 12. Nov. 2017        | 10. März 2018                         | Alan Wan         | Jed MacKay                             | 514        |

## Specials
| Nr. (ges.) | Nr. (St.) | Deutscher Titel                       | Originaltitel                        | Erstausstrahlung USA | Deutschsprachige Erstausstrahlung (D) | Regie         | Drehbuch      |
| ---------- | --------- | ------------------------------------- | ------------------------------------ | -------------------- | ------------------------------------- | ------------- | ------------- |
| 1          | 1         | Half Shell Heroes: Ab in die Dinozeit | Half-Shell Heroes: Blast to the Past | 22. Nov. 2015        | 17. Juli 2016                         | Glen Murakami | Brandon Auman |
| 2          | 2         | Hinter dem Schildkrötenpanzer         | Kicking Shell and Taking Names       | 25. Nov. 2015        | 26. März 2016                         | Glen Murakami | Brandon Auman |